# Ruth (Californie)
Pour les articles homonymes, voir Ruth.
Ruth est une census-designated place du comté de Trinity, dans l'État de Californie, aux États-Unis,. En 2020, elle compte une population de 254 habitants.